# Spielzeugtransformator

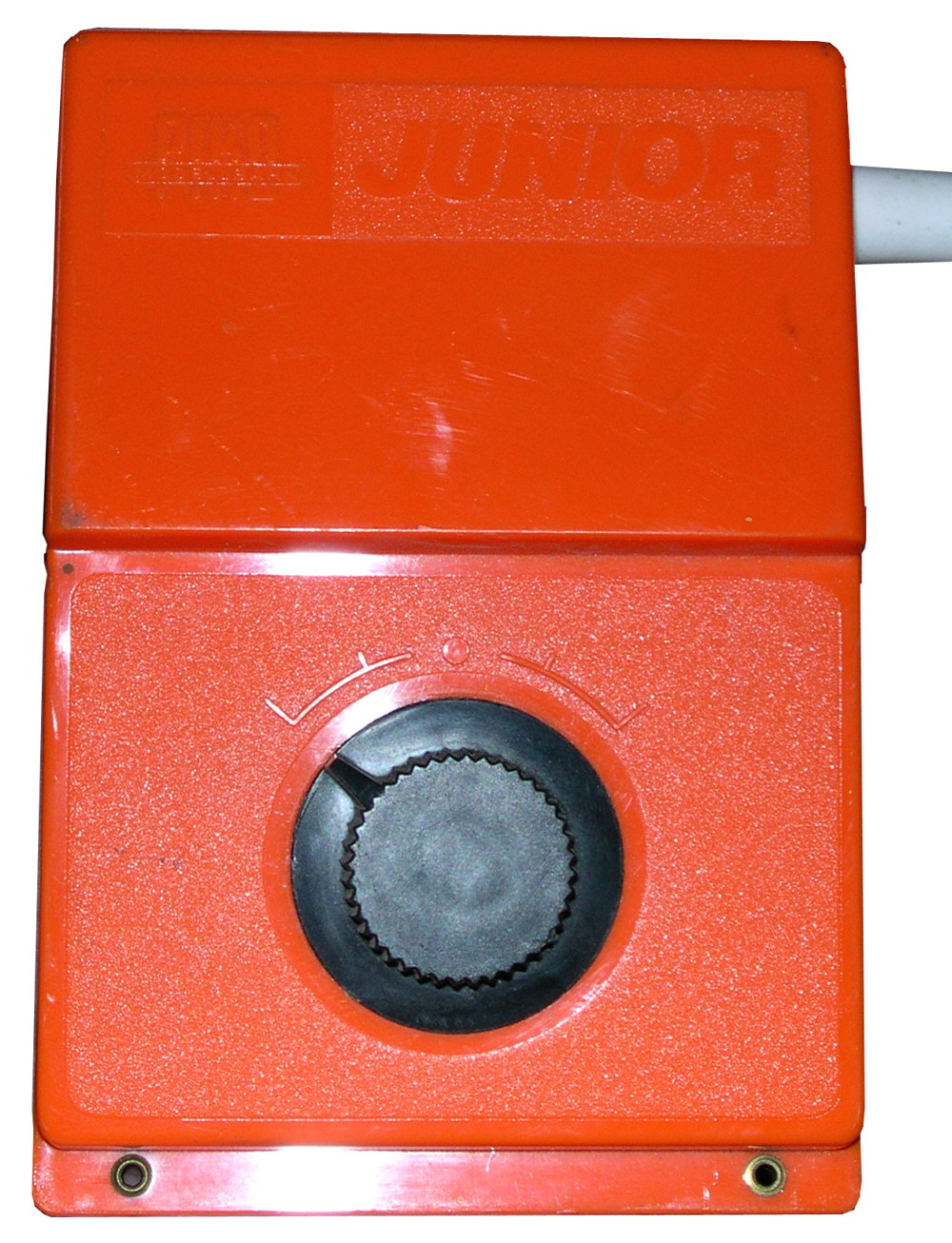
Ein alter Spielzeugtransformator von Piko

Bildzeichen nach IEC 60417: Transformator für Spielzeug

Ein Spielzeugtransformator ist ein Sicherheitstransformator, der für die Stromversorgung von Spielzeug oder allen anderen Anlagen, die den Installationsvorschriften für Niederspannungsanlagen nicht genügen (siehe Elektroinstallation), bestimmt ist. Gegebenenfalls ist zusätzlich ein Gleichrichter in Brückenschaltung eingebaut.
Spielzeugtransformatoren dürfen für eine maximale Leistung von 200 VA und einer maximalen Ausgangsspannung von 24 V Wechselspannung (AC) oder 33 V Gleichspannung (DC) hergestellt werden. Des Weiteren darf der maximal zulässige Ausgangsstrom 10 A nicht überschreiten. Die Ausgangsspannung ist herstellerabhängig und in der Regel bei Modelleisenbahnen 12 V Gleichspannung, bei Märklin-Produkten für den Wechselstrombetrieb 16 V Wechselspannung.
Spielzeugtransformatoren gibt es mit fester Ausgangsspannung für Beleuchtung und Magnetartikel oder stellbarer Ausgangsspannung für Antriebe, zum Beispiel Modelleisenbahn-Lokomotiven. Die Stellbarkeit wird bei einfachen Ausführungen durch einen Schleifkontakt auf der Sekundärwicklung des Transformators erreicht, oder durch eine stellbare elektronische Spannungsregelung.
Die Kurzschlussfestigkeit wird bei kleinen Leistungen (z. B. 15 VA) durch die Wahl des Luftspalts (wie beim Klingeltransformator), bei größeren durch eine Temperatursicherung im Gerät sichergestellt.

## Normen
- Richtlinien zur elektrischen Sicherheit bei Modellbahnausstellungen, bei Modellbahnen anzuwendende Spannungs-Kategorie und Schutzklasse der Transformatoren Empfehlung NEM 609 der Normen Europäischer Modellbahnen
- Elektrische Spielzeuge – Sicherheit nach EN 62115
- Sicherheit elektrischer Geräte für Hausgebrauch und ähnliche Zwecke nach EN 60335-1
- Sicherheitstransformator nach DIN VDE 0570-2-6 bzw. EN 61558-2-6
- Bildzeichen für Transformatoren nach IEC/DIN EN61558, siehe Spielzeugtransformator